# Juan O’Gorman

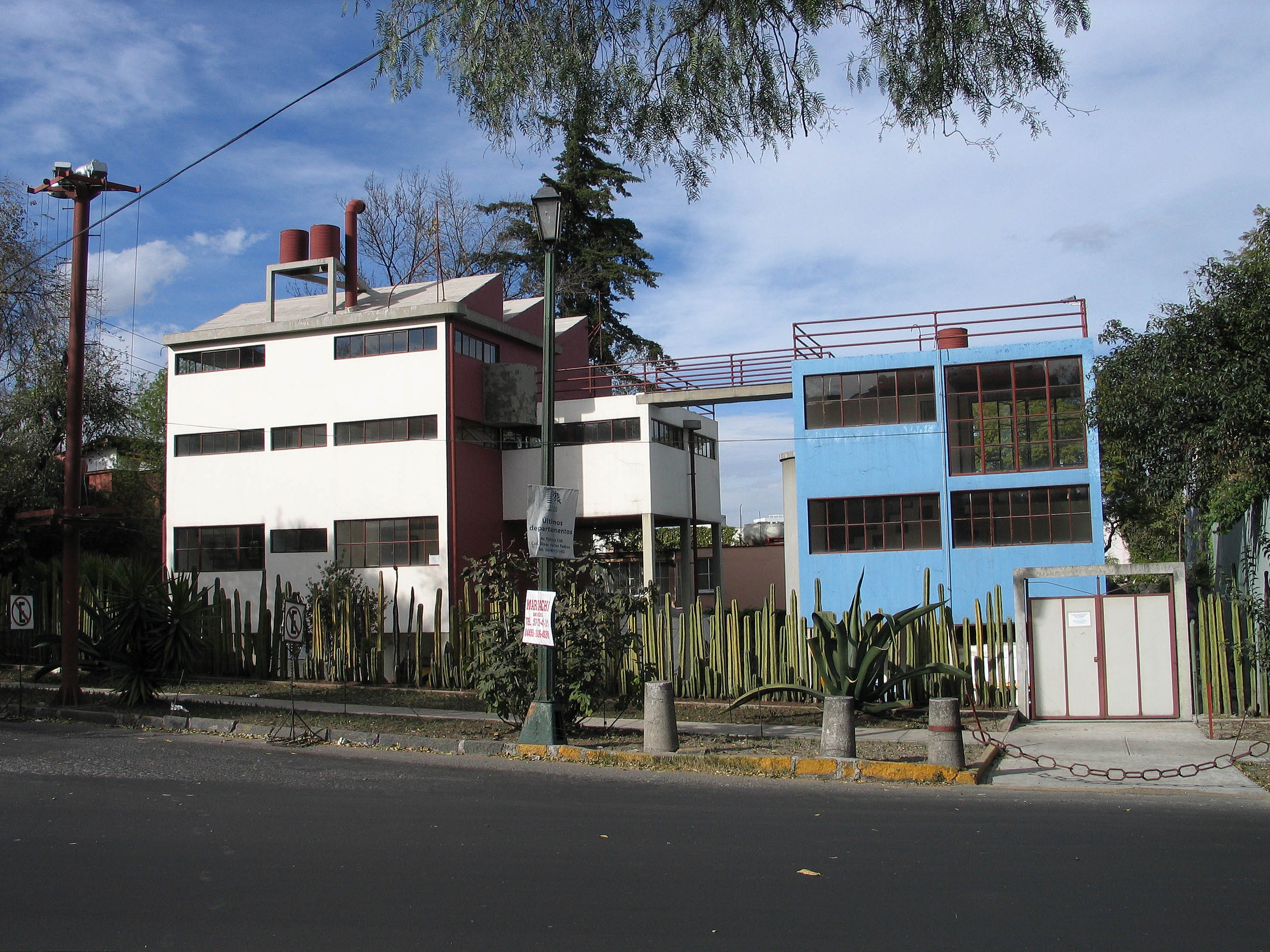
Studio von Diego Rivera in der Colonia San Angel (1930)

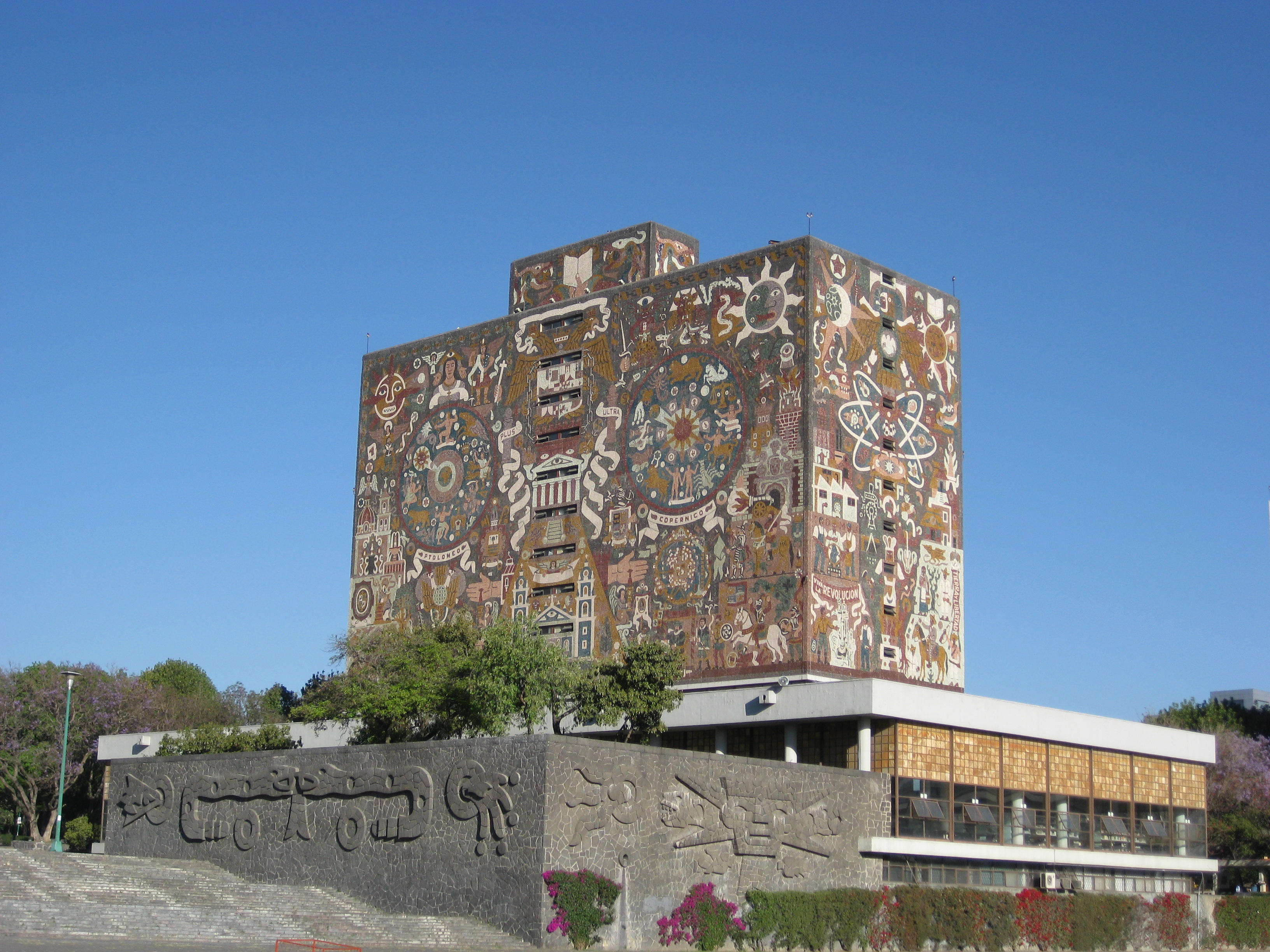
Zentralbibliothek der UNAM

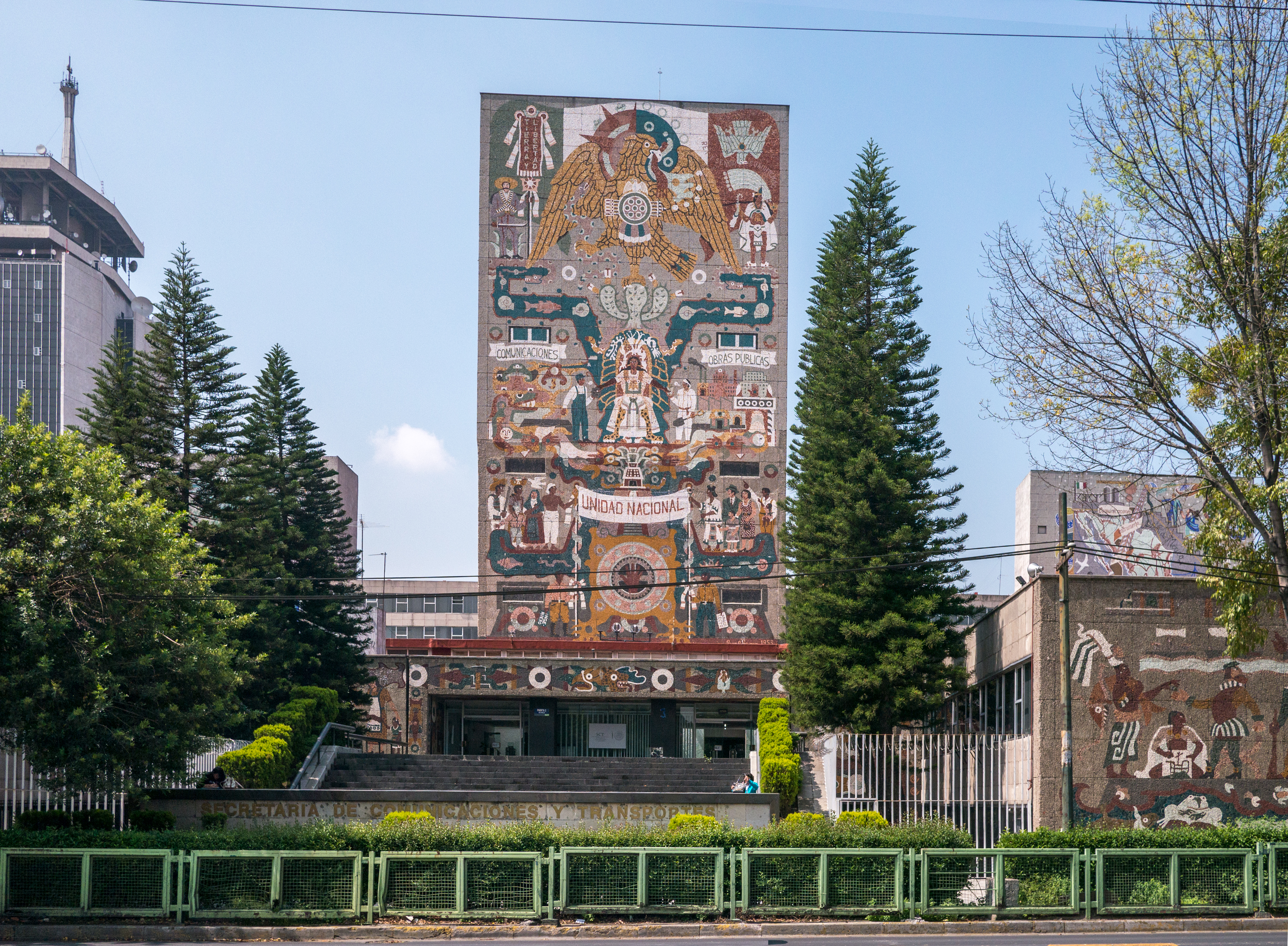
Secretaria de Comunicaciones y Transportes

Juan O’Gorman (* 6. Juli 1905 in Coyoacán; † 7. Januar 1982 in Mexiko-Stadt) war ein mexikanischer Architekt und Maler.

## Leben
O’Gorman war das erste von vier Kindern des irischen Malers Cecil Crawford O’Gorman und seiner Frau Encarnación O’Gorman. Sein jüngerer Bruder war der Historiker Edmundo O’Gorman. Er studierte ab 1920 Architektur an der Academia de San Carlos, engagierte sich auf Seiten der politischen Linken und wurde schon zu Anfang der 1930er-Jahre Hochschulprofessor. Die Zentralbibliothek der Universidad Nacional Autónoma de México (UNAM) und das Gebäude der Banco de México in Mexiko-Stadt zählen zu seinen architektonischen Werken. Ebenso entwarf er das Haus mit Studio für Diego Rivera und Frida Kahlo, das 1931/1932 entstand. Neben der Projektierung einer Reihe weiterer Bauwerke, darunter allein 26 Grundschulen in Mexiko-Stadt, arbeitete er auch als Holzmaler, Wandmaler, Kunstmaler und malte zahlreiche bedeutende Bilder, viele darunter mit sozialkritischen Inhalten kombiniert mit fantastischen Elementen. In seinen späteren Jahren wandte sich O’Gorman als Architekt bewusst vom Funktionalismus ab und orientierte sich an Mexikos präkolumbianischer Vergangenheit.
Sein bekanntestes Bild ist das Wandgemälde „Independencia“ (1960–1961) im Castillo de Chapultepec. 1971 wurde er Mitglied der Academia de Artes. In seinen späten Jahren erlebte O’Gorman eine Vielzahl familiärer und gesundheitlicher Probleme. Er musste sein 1953–1956 errichtetes, als sein Hauptwerk geltendes Privathaus im Nobelviertel Pedregal de San Ángel verkaufen und erleben, dass es von den neuen Eigentümern 1969 abgerissen wurde. O’Gorman starb 1982 durch Selbsttötung.